# Таласский говор
Таласский говор — говор северокиргизского диалекта. Некоторые лингвисты выделяют таласский говор в самостоятельный диалект киргизского языка. На формирование говора повлиял казахский язык. Является промежуточным между северным и южным диалектами киргизского языка.
В 1959 году вышла монография Т. Ахматова, посвященная этому говору.
В говоре характерны казахские окончания «ыр», «тыр» в глаголах настоящего времени. Например, слово «спит» на стандартный киргизский язык переводится «уктап жатат», а на таласском говоре будет «уктап жатыр». Кроме того, распространены заимствования из казахского языка, касающихся быта и системы родства. В разговорной речи звук «а» по произношению больше похож на казахский звук «ә» (звук между «а» и «э»), а буква «к» произносится мягче.
Говор распространен на северо-западе Кыргызстана, то есть в Таласской и северо-западной части (Аксыйский район) Ала-Букинский район, Чаткальский район Джалал-Абадской областях.